# Ifin
iFin (Айфін) — сервіс для електронної звітності та онлайн бухгалтерії в Україні. Українська компанія iFin (Айфін), як і назва сервісу, розробила доступний і функціональний сервіс для створення, перевірки та здачі електронної звітності в Україні. Використовуючи сервіси iFin, платники податків можуть вести бізнес без вивчення бухгалтерського обліку і здавати звіти онлайн через інтернет.

## Загальна характеристика
Як платформу сервіси iFin використовують Windows Azure, що додатково забезпечує високу безпеку ведення бізнесу та збереження інформації.
У вересні 2012 року з урядом України було підписано меморандум — угоду про створення передового та зручного для бізнесу програмного сервісу, який повинен вивести використання чинних і нових електронних сервісів в Україні на якісно новий високий рівень, у чому Україна значно відставала від країн Європи та Росії.
В результаті проведеної роботи платники отримали кілька унікальних продуктів: iFin Zvit і Супер Звіт, за допомогою яких користувач може здавати всі необхідні звіти в Міністерство доходів і зборів України, Пенсійний фонд України, Державну службу статистики, Державну казначейську службу України, а також користуватися електронним документообігом, обмінюватися значущими і юридично правильними документами між своїми контрагентами.
У 2013 році були реалізовано ряд дуже потрібних і необхідних сервісів, таких як: можливість здавати звіти в ПФУ, безкоштовний імпорт звітів у податкову, випробувальний безкоштовний місяць користування продуктами, підключили безкоштовні ключі ЕЦП АЦСК Міндоходів.
Станом на 2014 рік компанія вивела і активно просуває 2 своїх продукти:
- iFin Zvit — для фізичних осіб та юридичних осіб в Україні;
- Супер Звіт — для фізичних осіб (підприємців) та юридичних осіб в Україні.

## Можливості iFin

### Звітність
- Звіти до усіх інстанцій зберігаються на одній сторінці.
- Ключі ЕЦП на вибір: для підписання звітів у сервісі iFin можна використовувати три різні ключі ЕЦП — безкоштовний ключ Міністерства доходів, ключі ІВК і Masterkey.
- Для відправки електронних звітів до контролюючого органу потрібно укласти з ним договір. Це можна зробити безпосередньо у сервісі iFin — підписати ЕЦП готовий документ і відправити до інспекції.
- Три способи створення звітів: достатньо тільки працювати зі звичними документами, сервіс iFin сам підготує необхідні звіти. Їх можна створювати також вручну, використовуючи базу актуальних форм. А можна імпортувати готові звіти з інших облікових систем, підписувати їх і здавати в електронному вигляді.

### Склад онлайн
- Складський облік в iFin. Наочна історія руху товарів у місцях зберігання.
- Партіонний облік на багатьох складах: у програмі можна створювати кілька складів і автоматично групувати у партії товари, що надійшли. Автоматичне створення складської картки при заповненні прибуткової накладної.
- Основні засоби — зручна амортизація: у сервісі реалізовано розрахунок амортизації для включення її у витрати підприємства. Достатньо в обліковій картці основного засобу вибрати метод розрахунку амортизації.
- Переміщення товарів на складі: інтерфейс дозволяє швидко створити товар, послугу, поставити на баланс основний засіб, нарахувати амортизацію, врахувати її при формуванні податкової бази. Потрібно перемістити товари зі складу на склад або списати непотрібні — для цього є зручний механізм.

### Робота з документами
- При заповненні документів — рахунків, накладних, актів, звіти будуть підготовлені автоматично.
- Первинна документація створюється на основі готових форм. Механізм автозаповнення і підказки дозволяють швидко підготувати рахунок, накладну, акт або доручення.
- Імпорт документів з других систем: у сервіс можна завантажувати банківські виписки з інших систем. Програма розпізнає всі дані, прив'язує виписку до рахунку і зберігає в стандартному вигляді. Дані імпортованих документів використовуються для складання звітності.
- Пакетне створення та зберігання: всі документи, що відносяться до одного договору купівлі-продажу, зберігаються разом. Потрібно лише заповнити рахунок, і на його підставі створюється весь необхідний пакет документів — товарна накладна, податкова накладна, доручення, акт виконаних робіт.
- Оплата на місці: в сервісі можна контролювати облік платежів по договорах. При виділенні потрібного рахунку, вводиться дата оплати і сплачений документ використовується для ведення податкового обліку і створення звітності.

### Робота зі співробітниками
- Розрахунки зарплати та нарахування виконуються заповненням календаря: розрахунків нарахованої зарплати, утримання податків, відзначанням робочих днів, лікарняних та відпускних.
- Уся корисна інформація про співробітників компанії — зарплата, стаж, пільги й багато чого іншого — зберігається в персональних картках. Введені дані автоматизують нарахування зарплати, утримання податків і створення звітності.
- Нарахована зарплата, премії, утримання, індексація — усі дані заносяться в розрахункову відомість. Можна одержати доступ до архіву цих документів, вибравши потрібний період.
- Для нарахувань по лікарняних і розрахунків відпускних виплат використовується індивідуальний календар працівника. Достатньо вказати в ньому розрахункові дні й автоматично будуть зроблені всі нарахування й створена необхідна звітність.

### Безпека
- Система iFin зберігає свої дані одночасно на численних серверах Microsoft Windows Azure.
- Сервери Windows Azure дублюють роботу один одного. У дні здачі звітності їх продуктивність багаторазово зростає.
- Завдяки багаторазовому копіюванню даних небезпека втрати даних у випадку псування одного із серверів Microsoft незначна.
- iFin гарантує конфіденційність.
- Доступ до бізнес інформації, створеної в iFin, захищений паролем. У сервісі використовується механізм криптографії, завдяки якому витягти пароль зловмисникові практично неможливо. iFin не зберігає ані паролі доступу, ані ключі для розшифрування даних.
- У сервісі для шифрування можна використовувати різні ключі ЕЦП, завдяки чому бізнес інформація може буде прочитана тільки безпосереднім споживачем — інспектором Міністерства доходів, Пенсійного фонду або Управління статистики.
- Використовувати Mac OS X, iOS та Google Android можливо тільки для ведення обліку й підготовки звітності.

## Основні пакети
Компанія представила на ринку 2 основних продукти: iFin Zvit та Супер Звіт

### Ifin Zvit
В пакет входить:
1. Електронна звітність: Всі звіти до Міндоходів, ПФУ та Статистики. Перевірка звітності на відповідність стандартам.
2. Податкові перевірки: Аналіз ризиків податкової перевірки та камеральна перевірка.
3. Підтримка: Технічна підтримка

### Супер Звіт
В пакет входить:
1. Електронна звітність: Всі звіти до Міндоходів, ПФУ та Статистики. Перевірка звітності на відповідність стандартам.
2. Податкові перевірки: Аналіз ризиків податкової перевірки та камеральна перевірка.
3. Підтримка: Технічна підтримка
4. Бухгалтерія: Розрахунок зарплатні, облік контрагентів, ведення складу

## Системні вимоги
Сервіс Ifin функціонує на комп'ютерах з установленими операційними системами:
- Windows XP;
- Windows 7;
- Windows 8.

Також, для коректної роботи програми, в регіональних налаштуваннях ОС повинен бути встановлений російський або український мовний стандарт.
Операційна система повинна підтримувати кирилицю.